# 폭풍의 언덕 (1960년 영화)
"폭풍의 언덕"은 한국에서 제작된 백호빈 감독의 1960년 영화이다. 최무룡 등이 주연으로 출연하였고 정운선 등이 제작에 참여하였다.

## 출연

### 주연
- 최무룡
- 김지미
- 윤일봉

## 기타
- 조명: 강용신
- 녹음: 이경순
- 미술: 임명선